# Budince
Budince é um município da Eslováquia, situado no distrito de Michalovce, na região de Košice. Tem 1,96 km² de área e sua população em 2018 foi estimada em 228 habitantes.

## Demografia
| Ano:        | 1994 | 2004    | 2014   | 2024   |
| ----------- | ---- | ------- | ------ | ------ |
| Broj ljudi: | 182  | 213     | 215    | 233    |
| Razlika:    |      | +17,03% | +0,93% | +8,37% |

| Ano:               | 2023 | 2024   |
| ------------------ | ---- | ------ |
| Número de pessoas: | 226  | 233    |
| Diferença:         |      | +3,09% |